# Médaille Constantin

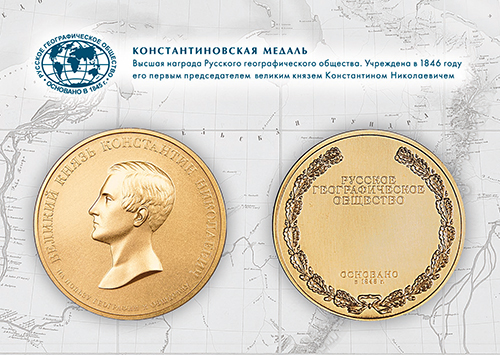
La médaille Constantin sur une carte postale

La médaille Constantin (Константиновская медаль) est la distinction la plus élevée décernée par la Société géographique de Russie, de 1846 jusqu'en 1930, pour services rendus à la science géographique. Elle doit son nom au grand-duc Constantin Nikolaïevitch de Russie, son premier président, fils de Nicolas Ier. Des copies (sans valeur distinctive selon la loi) ont été éditées en 2010 et 2011. Le premier à la recevoir fut en 1849 Ernst Hofmann (1801-1871) pour son expédition dans l'Oural. La Société décernait des médailles d'argent, ou d'or selon le degré.

## Médaillés
- Ivan Axakov
- Lev Berg (1915)

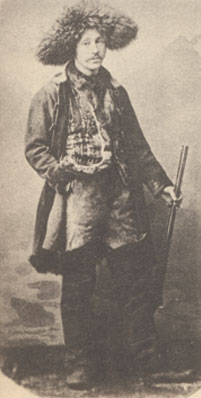
Gustav Radde en Sibérie orientale

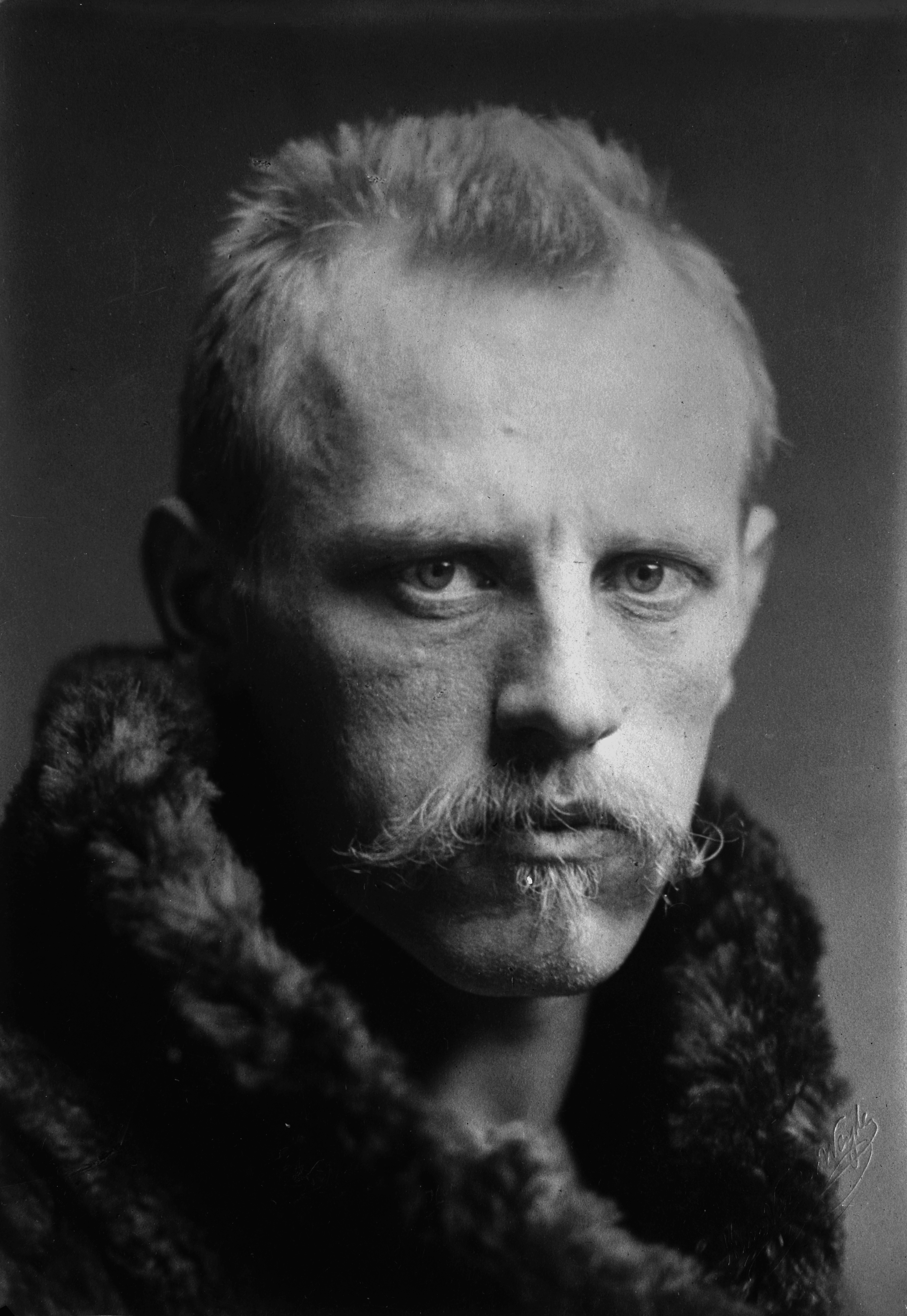
Fridtjof Nansen

- Vladimir Dahl (de la part de la section ethnographique)
- Ernst Hofmann
- Alexandre Karpinski
- Iossif Khodzko (1868)
- Alexandre Koltchak (1906)
- Peter von Köppen
- Piotr Kouzmitch Kozlov
- Ivan Mouchketov
- Fridtjof Nansen
- Adolf Erik Nordenskiöld
- Vladimir Obroutchev (1901)
- Mikhaïl Pevtsov
- Vladimir Poltoratski
- Nikolaï Prjevalski (1868)
- Gustav Radde (1899)
- Vsevolod Roborovski
- Guennadi Romanovski
- Mikhaïl Rykatchov (1895)
- Leopold von Schrenck
- Fiodor Sloudski (1893)
- Ivan Strelbitski
- Feodossi Tchernychov
- Boris Vilkitski
- Theodor Witram (1907)

## Source
- (ru) Cet article est partiellement ou en totalité issu de l’article de Wikipédia en russe intitulé « Константиновская медаль » (voir la liste des auteurs).